# Cordylus nyikae
Cordylus nyikae är en ödleart som beskrevs av  Donald G. Broadley och MOUTON 2000. Cordylus nyikae ingår i släktet Cordylus och familjen gördelsvansar. Inga underarter finns listade i Catalogue of Life.